# منير (الطويلة)

تعديل مصدري - تعديل

منير هي إحدى قرى عزلة لاعة بمديرية الطويلة التابعة لمحافظة المحويت، بلغ تعداد سكانها 288 نسمة حسب تعداد اليمن لعام 2004.